# 逸圃
逸圃，位于江苏省扬州市广陵区东关街356号。
由扬州惠余钱庄老板李鹤生（1871-1937）建于清宣统二年（1910）。在1944年后归汪精卫政权第一集团军第九军军长颜秀武所有，1952年由扬州市政府作为敌产没收并用于驻军，其后相继作为苏北行署农林处宿舍、扬州广播电台台址（1960前后）和扬州国画院院址（1960年后），后成为多户居住的大杂院，2007年8月至2008年4月由扬州市政府迁出其中住户，并参考李氏后人所提供的《大宅平面图》、《大宅记》等修缮，同时复建了花厅等建筑，现为某酒店所有。
逸圃占地面积3521.44平方米，建筑面积2363.32平方米（含复建建筑866.68平方米），采用西宅东园的布局，中以火巷相隔，火巷尽头高处设四角亭，住宅后亦设有后花园。其中西侧为住宅五进（不计照厅），第三进为大厅忠恕堂；东侧利用曲尺隙地依壁叠山造园，北侧筑有五边形半亭澄瀛阁，亭下有潭，亭北为花厅，过花厅后小轩即达由复道廊和假山环绕的后园。